# Benedikt Uhlemayr

Tagung des Freiwirtschaftsbundes 1922 in Berlin
Uhlemayr: 3. Reihe, erste Person links

Benedikt Uhlemayr (* 31. März 1871 in Untergassen; † 14. Mai 1942 in Erlangen) war ein Nürnberger Pädagoge, Anhänger und Autor der Freiwirtschaftsbewegung Silvio Gesells. Er stand als Gymnasiallehrer und als „Freiwirt“ im scharfen Gegensatz zur nationalsozialistischen Bewegung, deren Opfer er 1942 letztendlich auch wurde.

## Leben
Benedikt Uhlemayr studierte nach der Reifeprüfung am Königlichen humanistischen Gymnasium in Kempten Romanische sowie Englische Philologie an den Universitäten in München und Genf. Seine Lehrer in München waren unter anderem Hermann Breymann (1842–1910), Moriz Carrière (1817–1895), Gottfried Hartmann (1850–1925) und Franz Muncker (1855–1926). Nach seinem Studium war er 1894 zunächst Lehramtskandidat in Freising und kurze Zeit später „geprüfter Lehramtskandidat“ auf der Stelle eines „Assistenten für neuere Sprachen“ an der Realschule in Wasserburg am Inn.
Um 1900 promovierte er an der Ruprecht-Karls-Universität Heidelberg; in seiner Dissertation befasste er sich mit dem Einfluss Lafontaine's auf die englische Fabeldichtung des 18. Jahrhunderts.
Im April 1902 erfolgte die Aufnahme Uhlemayrs, damals noch „k[öniglicher] Reallehrer“ in den Pegnesischen Blumenorden, eine 1644 gegründete Nürnberger Sprachgesellschaft. Er verließ den Orden im Februar 1911; inzwischen war er zum „städt[ischen] Oberstudiendirektor“ avanciert.

Werbeanzeige für Uhlemayrs „Privat-Gymnasialkurse für Mädchen“ (1911)

Deckblatt der Aktensammlung Einrichtung von Gymnasialkursen für Mädchen (von Dr. Ulbrich, nun Dr. B. Uhlemayr)

Ab 1907 war Uhlemayr Direktor der Nürnberger Höheren Mädchenschule Findelgasse. Neben dieser Ausbildungsstätte existierte seit 1903 ein zunächst privater Gymnasialkurs für Mädchen, der ein Jahr später in einen vierjährigen Realgymnasialkurs für Mädchen umgewandelt und ab 1905 mit staatlicher Genehmigung der Höheren Mädchenschule angeschlossen wurde. Initiator dieses Bildungsangebotes für Mädchen war der Nürnberger Schulinspektor Ullrich. Von Beginn an unterstützte Uhlemayr das Bemühen, auch Mädchen einen Zugang zum Studium zu ermöglichen; 1907 übernahm er die Leitung der von Ullrich begründeten Arbeit.
Im Jahr 1909 beherbergte Uhlemayr für einige Monate den französischen Maler und Bildhauer Henri Gaudier-Brzeska, der als einer der Mitbegründer des Vortizismus gilt. Er half ihm beim Erlernen der deutschen Sprache und blieb mit ihm auch über die gemeinsame Zeit in Nürnberg durch einen intensiven Briefwechsel verbunden. Auch gibt es künstlerische Dokumente für seinen Aufenthalt beim Nürnberger Schuldirektor.
Nach der Machtergreifung durch die Nationalsozialisten wurde Uhlemayr 1933 „aus dem Dienst entfernt“. Über den letzten Tag seines Schuldienstes heißt es in der Biografie Margot Astrucks, einer jüdische Schülerin des Nürnberger Mädchengymnasiums: „Bereits wenige Monate später sah sie [M. Astruck] mit eigenen Augen, dass die Hasstiraden der Nazis keine leeren Drohungen waren. Streicher ließ es sich nicht nehmen, den beliebten Direktor der Mädchenschule Frauentorgraben-Findelgasse, Dr. Uhlemayr, vor den Augen der Schülerinnen auf dem Schulhof zu verhaften. Uhlemayr kam nie mehr zurück, sein Nachfolger war Dr. Anton Lämmermeyr, nach Frau Astruck ein Riesennazi (…)“. Der Grund dafür war, dass Uhlemayr sich als Schuldirektor geweigert hatte, bei offiziellen Anlässen am Gebäude des Mädchengymnasiums die Hakenkreuzfahne zu hissen.

### Pädagoge
Benedikt Uhlemayr gilt neben dem Schulinspektor Ullrich als eine der „treibende(n) Kräfte“, was die gymnasiale Beschulung von Mädchen im Nürnberger Raum und damit die „Entwicklung hin zur Gleichberechtigung“ angeht. Neben diesem Engagement setzte sich Uhlemayr durch Veröffentlichungen sowie durch Referate bei Lehrerkonferenzen für eine Reform des neusprachlichen Unterrichts ein. Dieser – so Uhlemayr – hätte sich nach seiner Einführung an Mittelschulen „ganz der formalistischen Schablone des altsprachlichen“ angepasst. Anlässlich der V. Hauptversammlung des Bayerischen Neuphilologenverbandes (1908) stellte er in diesem Zusammenhang folgende These zur Diskussion: „Der Zweck des neusprachlichen Unterrichts ist nur zu erreichen durch eine Methode, die das Sprachmaterial zuerst durch das Ohr aufnehmen und verarbeiten nun erst dann Lese- und Schreibübungen eintreten lässt. Dadurch wird das Ohr zu intensiver Arbeit gezwungen und der Schüler dazu gebracht, ganze Sätze zu erfassen. Das unmittelbare Verstehen der geschriebenen Sprache ist die unmittelbare Folgeerscheinung. (…)“

### Freiwirt

Vorschlagsliste des FWB zur Reichstagswahl Dezember 1924 (Ausschnitt)

Wann und durch wen Benedikt Uhlemayr zur Freiwirtschaftsbewegung stieß, ist bislang unbekannt. Die vorliegenden Quellen lassen vermuten, dass er in der Zeit nach dem Ersten Weltkrieg, vielleicht auch erst nach der Münchner Räterepublik, in der Silvio Gesell das Amt des Finanzministers innehatte, mit dessen Geld- und Bodenreformideen in Berührung kam. Belegt ist, dass er 1922 an der Tagung des Freiwirtschaftsbundes FFF (FWB) in Berlin teilnahm (siehe Bild!).
Zwischen Silvio Gesell und Uhlemayr entwickelte sich ein enges Verhältnis. Davon zeugt ein umfangreicher Briefwechsel aus den 1920er Jahren. Ein Teil dieses schriftlichen Austauschs wurde von Werner Onken veröffentlicht. Auch gehörte Uhlemayr neben Bertha Heimberg zu einem Kreis von Freiwirten, denen Gesell kurz vor seinem Tod den Auftrag erteilt hatte, seine Lehren vor Verfälschungen zu bewahren.

#### Freiwirtschaftsbund

Einladung des FWB zu einem Vortrag Uhlemayrs in Stuttgart

Der FWB, für den Uhlemayr bei den Reichstagswahlen Mai 1924 und Dezember 1924 kandidierte, war im Mai 1921 in Kassel als Zusammenschluss der verschiedenen freiwirtschaftlichen Gruppierungen gegründet worden. Sein erstes Grundsatzprogramm war kurz und lautete: „Der Freiwirtschaftsbund sucht das gesamte schaffende Volk zu vereinigen, zum gemeinsamen Kampfe gegen die Ausbeutung in jeder Form. Der Bund erstrebt zu diesem Zwecke die Durchführung seiner wirtschaftlichen Forderungen, und zwar: (1) Überführung des Bodenzinses in Allgemeinbesitz (Freiland); (2) Umwandlung des Geldes in [ein] reines Tauschmittel (Freigeld); (3) Festigung der Kaufkraft des Geldes (Festwährung).“ Im Januar 1924 fand in Berlin eine Tagung des FWB statt, bei der unter anderem beschlossen wurde, an der Reichstagswahl im Mai desselben Jahres teilzunehmen. Der FWB sollte dabei aber nicht zu einer politischen Partei umgewandelt werden.
Um die Flügelkämpfe, die im Vorfeld dieses Beschlusses entstanden waren, einigermaßen zu befrieden, wählte man eine Programmkommission, zu der neben Silvio Gesell, Hans Timm und Hans-Joachim Tuercke auch Benedikt Uhlemayr gehörte. In einem Programmentwurf, den die Kommission den Tagungsteilnehmern vorlegte, heißt es unter anderem: „Die kapitalistische Wirtschaft schafft Herrschende und Beherrschte. Die Furcht der Herrschenden vor Angriffen auf ihre Vormachtstellung, die nicht auf persönlichen, überragenden Eigenschaften gegründet ist, führt zum Ausbau des Staates als einer Organisation zur Sicherung der Grundlagen der kapitalistischen Wirtschafts- und Gesellschaftsordnung. Dieser Sicherung dienen nicht nur die Einrichtungen, die unmittelbare Gewaltanwendungen ermöglichen, wie Militär, Polizei, Gerichte, Gefängnisse usw., sondern weit mehr die Einrichtungen zur Beherrschung des Geistes, durch die sich der Staat im Namen der Kultur und der Volkswohlfahrt in alle, auch die persönlichen Angelegenheiten, einmischt. Der Kampf gegen den Kapitalismus muß darum von Anfang an auch gegen diese Beherrschungsmittel gerichtet sein, weil es sonst mit ihrer Hilfe immer wieder gelingt, die arbeitende Masse zu entzweien und von ihrem Ziele abzubringen.“
Nach dem für den FWB niederschmetternden Ergebnis der Reichstagswahl im Mai 1924 begannen innerhalb der freiwirtschaftlichen Bewegung neue Flügelkämpfe. Die revolutionär ausgerichteten Kräfte sammelten sich um Hans Timm und seinen Fisiokratischen Kampfbund (FKB), die anderen – unter ihnen Benedikt Uhlemayr – verblieben im FWB, der von den Fisiokraten als „verwaschene Organisation bürgerlicher Reformer hingestellt wurde.“
Im FWB fanden sich auch die christlich orientierten Anhänger der Freiwirtschaftslehre Gesells. Während diese sich in Österreich um den römisch-katholischen Moraltheologen Johannes Ude und in der Schweiz um den evangelisch-reformierten Theologen Eduard Burri sammelte, war es in Deutschland Benedikt Uhlemayr. In den wenigen Jahren, die ihm bis zur sogenannten Machtergreifung blieben, vermochte er es nicht, dem christlichen Flügel innerhalb der Freiwirtschaft eine eigene Struktur zu geben. Diese entstand erst mit der Arbeitsgemeinschaft freiwirtschaftlicher Christen (AfC) in der Nachkriegszeit.

#### Auseinandersetzung mit dem Nationalsozialismus

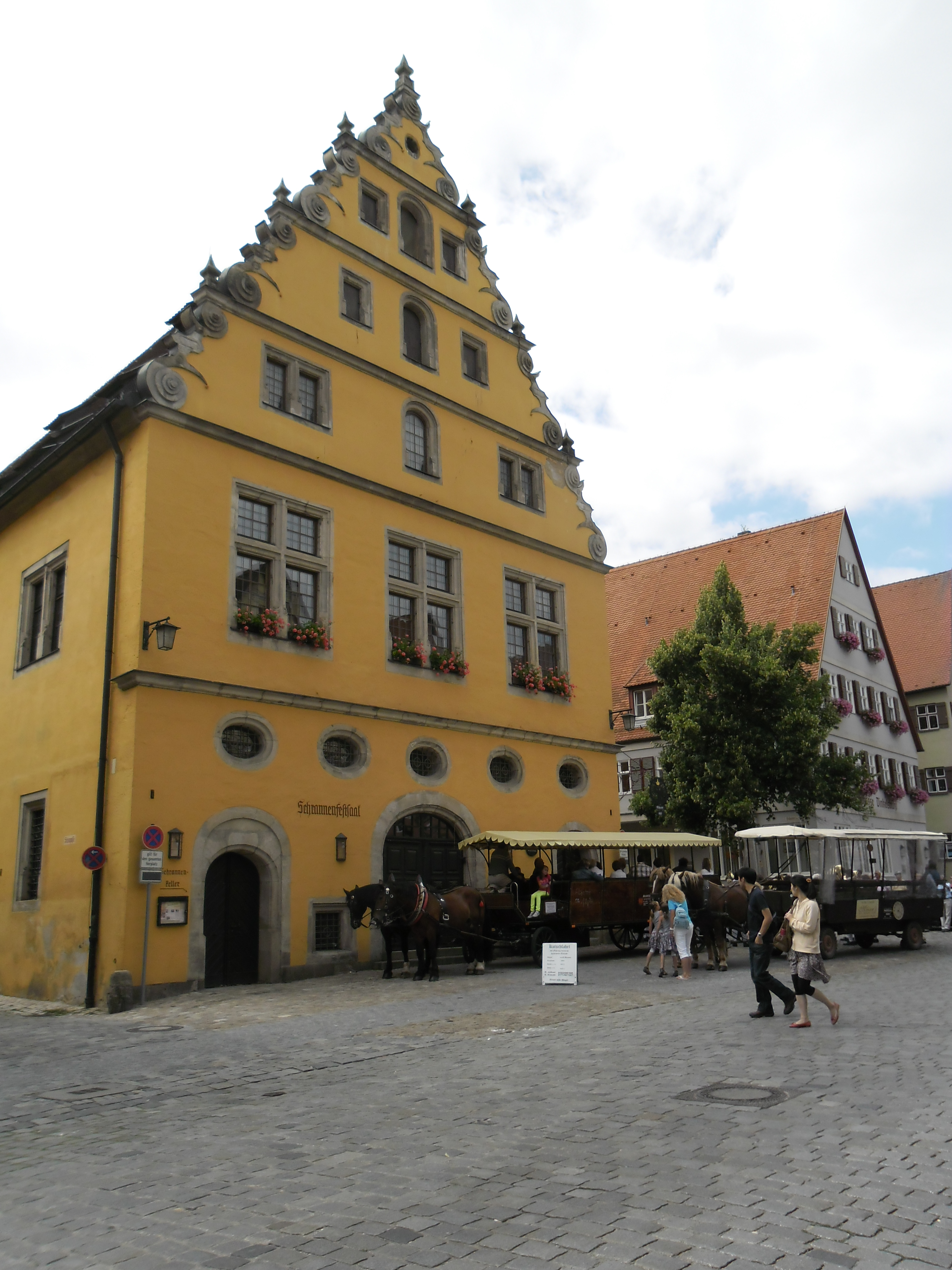
Dinkelsbühler Schranne

Nicht nur als Pädagoge, sondern auch als Anhänger der Freiwirtschaftsbewegung stand Uhlemayr in einem starken Kontrast zum Nationalsozialismus. Bereits 1923 wandte er sich mit seiner Schrift Das Wirtschaftsprogramm der Nationalsozialistischen deutschen Arbeiterpartei gegen die Hitler-Partei. In seinen Ausführungen, in denen er unter anderem die Auffassungen Silvio Gesells denen des NS-Wirtschaftstheoretikers Gottfried Feder gegenüberstellte, kam er zu dem Ergebnis: „Das Wirtschaftsprogramm der Nationalsozialisten ist dilettantenhaft und deshalb gefährlich. Vom Standpunkt der freiwirtschaftlichen Erkenntnis aus muß es auf das schärfste bekämpft werden. Ein Pakt mit dem Nationalsozialismus ist für uns unmöglich …“.
Nach dem im November 1923 fehlgeschlagenen Hitlerputsch ging Uhlemayr mit seiner Beurteilung der NS-Bewegung an die Öffentlichkeit. Zu seinem erbitterten Gegner wurde sein Nürnberger Kollege Julius Streicher, späterer Chefredakteur des antisemitischen Hetzblattes Der Stürmer. Von einer Vortragsveranstaltung des FWB, bei der Streicher und seine Anhänger das von Ottokar Kernstock gedichtete Hakenkreuzlied anstimmten, wurde berichtet: „Als während des Gesangs Dr. Uhlemayr sitzen blieb, stürmte ein Teil der fanatischen Antisemiten mit Stöcken bewaffnet aufs Podium … Herr Uhlemayr konnte schließlich, begleitet von zwei Ordnungsmännern, den Saal verlassen.“
Über einen weiteren Vorfall im Zusammenhang einer Veranstaltung der Dinkelsbühler Ortsgruppe des FWB existiert ein amtlicher Bericht. Danach referierte Uhlemayr am 24. April 1924 im Schrannensaal der Reichsstadt „über die Bedeutung des Freigeldes“. Während des Vortrags betraten Rudolf John Gorsleben, der Führer des Dinkelsbühler Völkischen Blocks, „mit seinen Anhang, darunter auch einige fremde Herren“, den Saal und lösten bei dem Referenten eine gewisse Unruhe aus. Wie sich dann herausstellte, war unter diesen Personen Julius Streicher, der nach dem Vortrag versuchte die FWB-Veranstaltung umzufunktionieren. Er griff Uhlemayr persönlich an, bezeichnete dessen Ausführungen als Unsinn und erklärte, dass „das Reich Israel an allem, was wir durchzumachen haben“, schuld sei. Auch Rudolf John Gorsleben und verschiedene andere Anhänger des Völkischen Blocks traten an das Rednerpult und lösten einen großen Tumult aus, wofür der Dinkelsbühler Schuldirektor Sponsel die jüdischen Teilnehmer der Vortragsveranstaltung verantwortlich machte. Der Berichterstatter, ein Polizeibeamter, stellte jedoch fest: „Ohne Zweifel trägt Str[eicher] durch sein unsachliches Vorgehen die Hauptschuld an diesem Tumult.“
Nach der nationalsozialistischen Machtergreifung wurde Uhlemayr zeitweilig inhaftiert und auf Anweisung des inzwischen zum fränkischen NS-Gauleiter avancierten Julius Streicher in seiner Gefängniszelle ausgepeitscht. Diese Misshandlung hatte Nervenschädigungen und ein Krampfleiden zur Folge, das zu mehreren Krankenhausaufenthalten führte.  Nachdem er – diesmal auf offener Straße – von „Streichers Schergen“ ein weiteres Mal überfallen und misshandelt worden war, verstarb Benedikt Uhlemayr im Mai 1942 in der Erlanger Universitätsklinik.

## Mitgliedschaften in Vereinen und Verbänden
Benedikt Uhlemayr war unter anderem Mitglied in folgenden Organisationen:
- Studentenverbindung Teutonia (Freiburg/Schweiz). Uhlemayr wurde im Wintersemester 1894/95 philistriert.[30]
- Pegnesischer Blumenorden (4. April 1902 bis 10. Februar 1911)[31]
- Naturhistorische Gesellschaft Nürnberg (Mitgliedsnummer 486; ab 1904)[32]

## Veröffentlichungen
Dissertation
- Der Einfluss Lafontaine's auf die englische Fabeldichtung des 18. Jahrhunderts. Sebald-Verlag: Nürnberg, 1900.

Pädagogische Veröffentlichungen (Auswahl)
- Der neusprachliche Unterricht an Mittelschulen in seiner Beziehung zum Schulzweck. In: Beilage zur Allgemeinen Zeitung (Hrsg. Oskar Bulle), Nr. 74. München, 30. März 1904. S. 585, SP I – 588, SP II und S. 595, SP I – 597, SP I (online)
- Der fremdsprachliche Unterricht vor dem Forum des pädagogischen Kritizismus. In: Zeitschrift für französischen und englischen Unterricht (=Siebenter Band; Hrsg. Max Kaluza, Gustav Thurau). Weidmannsche Buchhandlung: Berlin, 1908. S. 394–408
- Die Problematik der höheren Schule. C. Koch Verlag: Nürnberg, 1927.
- Die Schuljahrs- und Ferienordnung- In: Bayerische Staatszeitung, Nr. 300, 29./30. Dezember 1929.

Freiwirtschaftliche Schriften (Auswahl)
- Das Wirtschaftsprogramm der Nationalsozialistischen deutschen Arbeiterpartei. Verlag des Freiwirtschaftsbundes: Erfurt, 1923.
- Silvio Gesell. Zitzmann-Verlag: Lauf bei Nürnberg, 1931. - Die Biographie gehörte zu den vom NS-Staat verbotenen Büchern.[33]
- Die Bedeutung der Wirtschaftslehre Gesells für Beamte und Lehrer (Hrsg. Freiwirtschaftsbund FFF). Freiwirtschaftlicher Verlag: Essen, 1932.
- Christliche Wirtschaftsordnung. Rudolf Zitzmann Verlag: Lauf bei Nürnberg, 1932
- Das Eigentumsrecht nach dem hl. Thomas von Aquin (posthum). Verlag Glaube und Tat: Remscheid-Lüttringhausen, 1960.
- Persönlichkeit und Lebenswerk des Begründers der Freiwirtschaftslehre (posthum). In: Silvio Gesell. Zeitgenössische Stimmen zum Werk und Lebensbild eines Pioniers (Hrsg. Hans Blüher). Rudolf Zitzmann Verlag: Lauf bei Nürnberg, 1960. S. 41–69.
- Christliche Eigentumsordnung (posthum; Nachdruck eines im Freiwirtschaftlichen Archiv befindlichen Aufsatzes aus dem Jahr 1929). Verlag Glaube und Tat: Gelsenkirchen, 1967